# Aphonopelma hesperum
Aphonopelma hesperum är en spindelart som först beskrevs av Chamberlin 1917.  Aphonopelma hesperum ingår i släktet Aphonopelma och familjen fågelspindlar. Inga underarter finns listade i Catalogue of Life.